# Ліхеномфалія
Ліхеномфалія (Lichenomphalia) — рід грибів родини Hygrophoraceae. Назва вперше опублікована 2002 року.

## Поширення та середовище існування
В Україні зростають ліхеномфалія Гудсонова (Lichenomphalia hudsoniana) та ліхеномфалія зонтиконосна (Lichenomphalia umbellifera)

## Гелерея

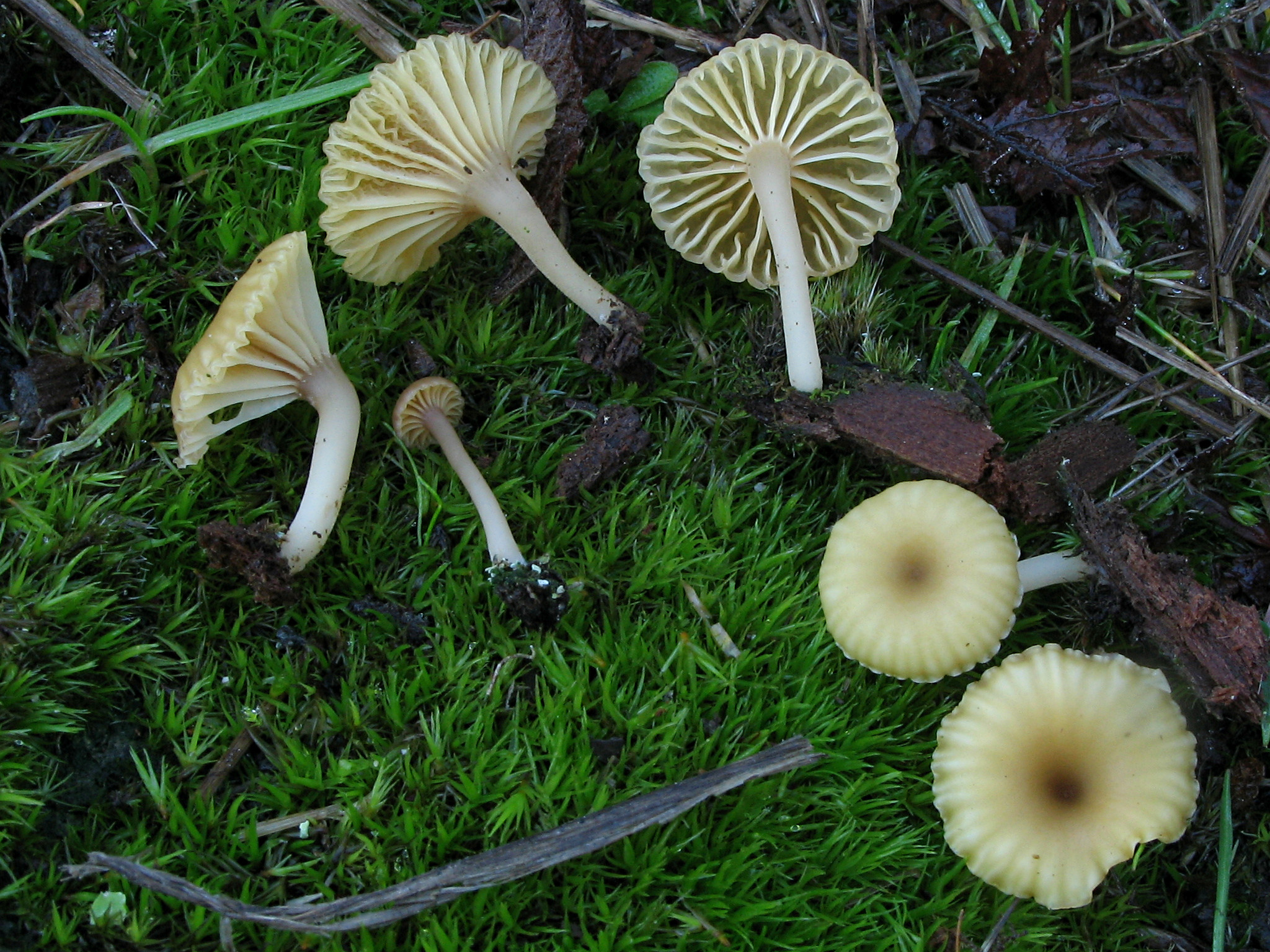
Lichenomphalia umbellifera
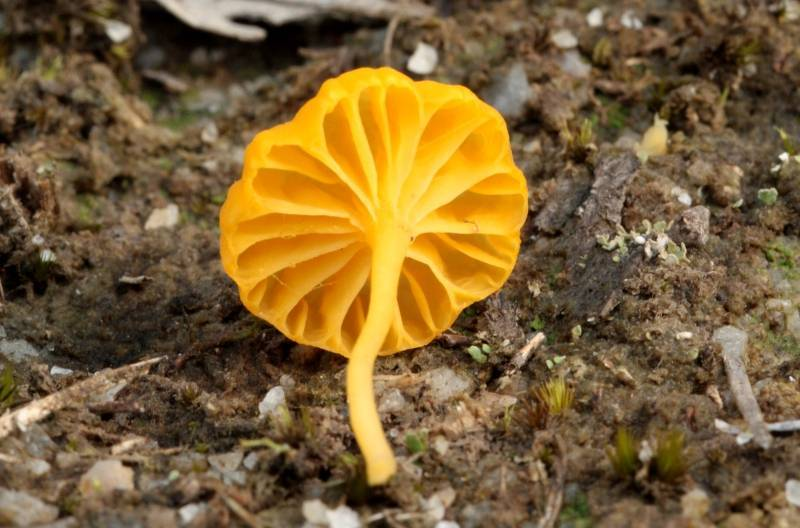
Lichenomphalia chromacea
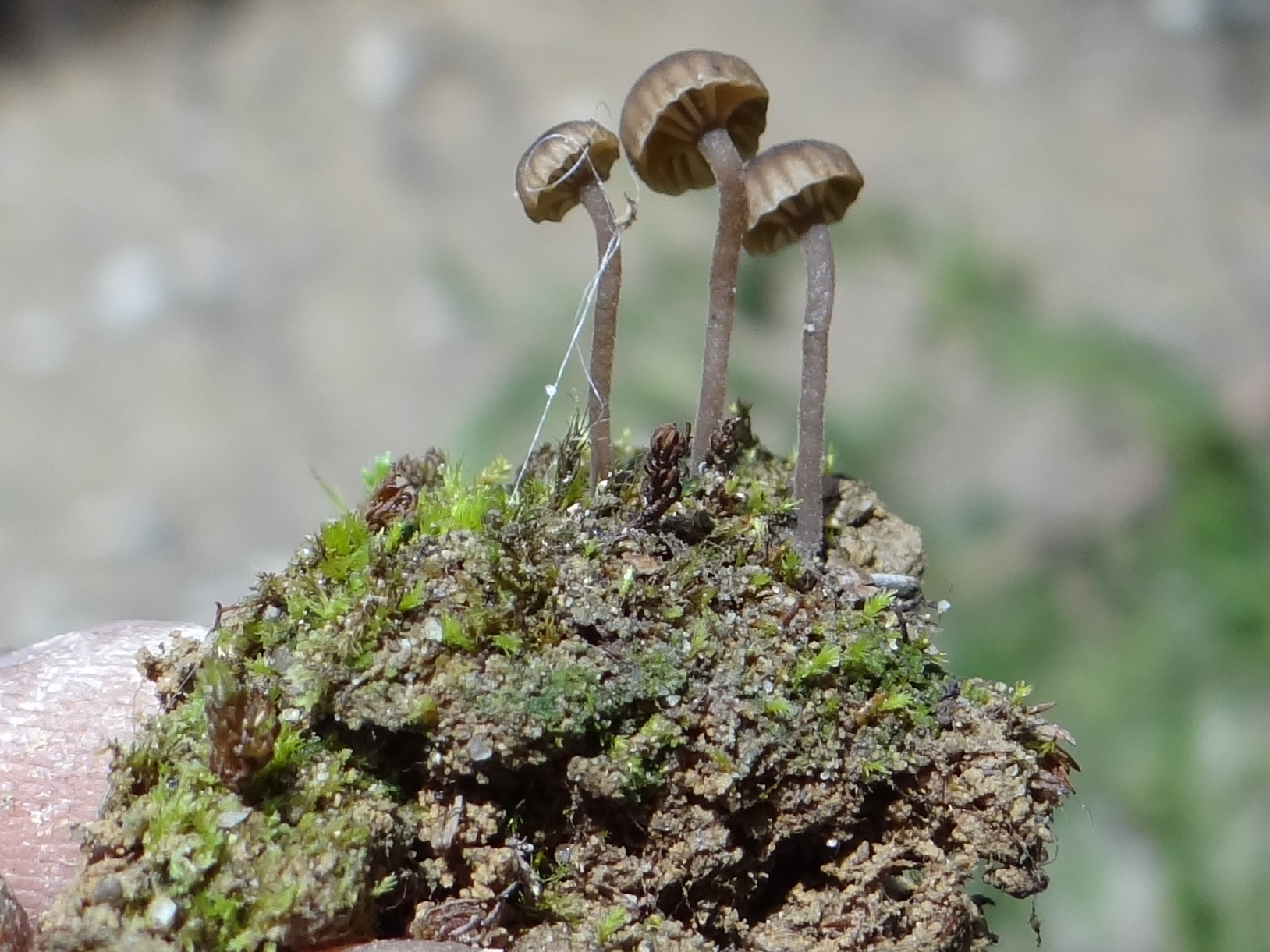
Lichenomphalia velutina